# Vallis Pacis

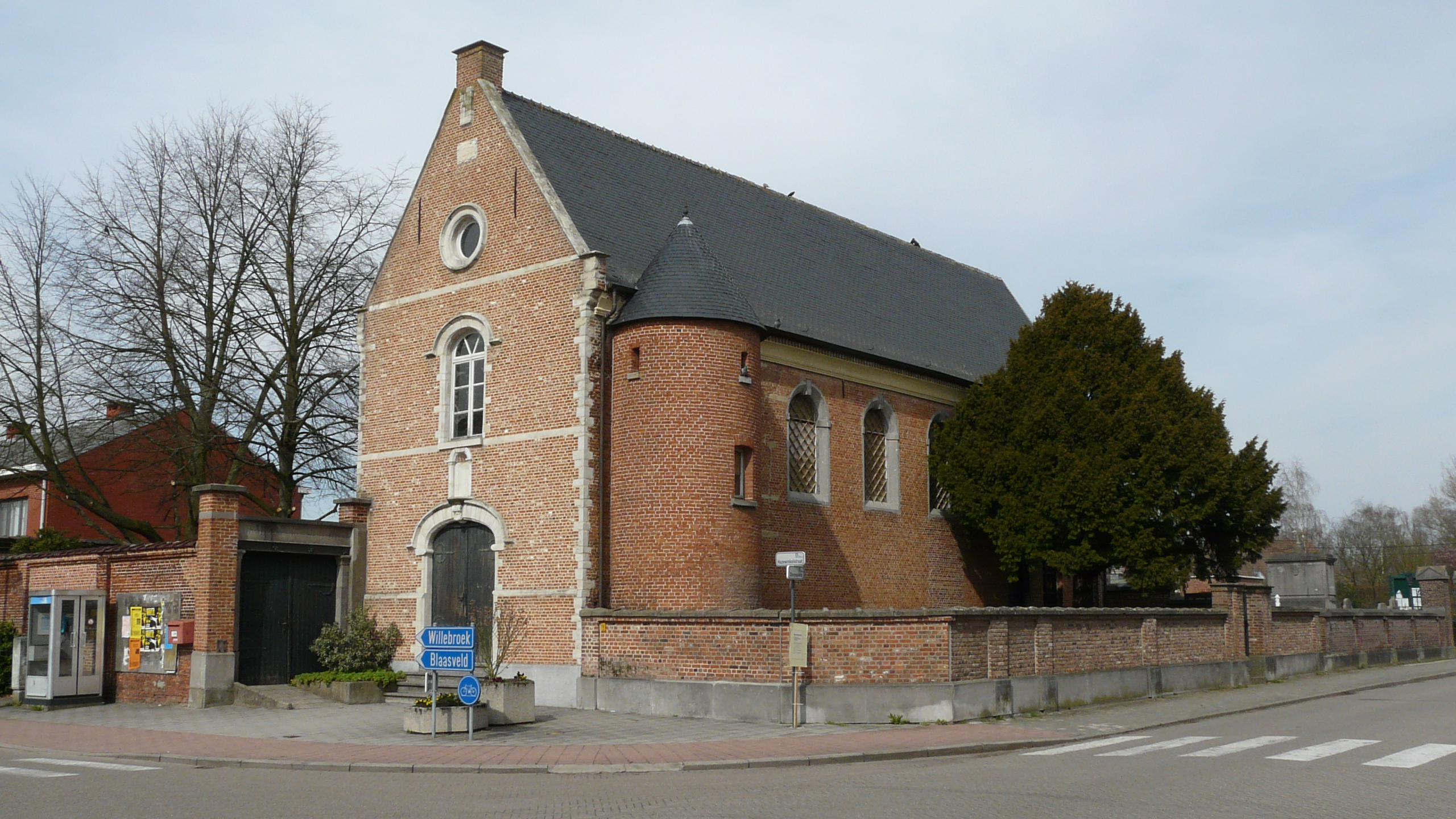
Oud gemeentehuis in voormalige kloosterkapel

Vallis Pacis (ook: Vredendaal) is een voormalig klooster in de tot de Antwerpse gemeente Willebroek behorende plaats Heindonk. Een overblijfsel daarvan ligt aan Dorpsplein 1.

## Geschiedenis
In 1468 werd te Heindonk een augustinessenklooster gesticht met de naam Vallis Pacis. Dit klooster werd onder meer in 1547 en 1551 getroffen door overstromingen. Vervolgens diende de beeldenstorm zich aan en ook financieel bleek het klooster zich niet te kunnen handhaven. Begin 17e eeuw werd het klooster verlaten.
De kapel bleef tot 1856 in gebruik als kerk voor de bewoners van Heindonk. In dat jaar werd de Sint-Jan-Baptist en Sint-Amanduskerk in gebruik genomen en de kapel werd omgebouwd tot gemeentehuis, terwijl ook de gemeenteschool en een onderwijzerswoning in de kapel kwam. Daar kwam in 1976, toen de gemeente werd opgeheven, ook een eind aan. Daarna werd het gebouw in gebruik genomen als ontmoetingsruimte.

## Gebouw
Het gebouw heeft veel wijzigingen ondergaan, en dat begon al in de 17e eeuw, nadat de zusters waren vertrokken. De noordelijke puntgevel toont nog sporen van de aanzet van het vroegere koor. De zuidelijke tuitgevel is in baksteen met zandstenen versieringen uitgevoerd. Beide gevels stammen uit de 17e eeuw. De oost- en westgevel zijn lijstgevels die in de 19e eeuw sterk werden gewijzigd. Ook het ronde traptorentje is 19e-eeuws.